# Las vacaciones de Mr. Bean
Las vacaciones de Mr. Bean (Mr. Bean's Holiday en inglés) es una película de comedia británica cuya banda sonora fue compuesta por Howard Goodall. La película se encuentra protagonizada por Rowan Atkinson en el papel de Mr. Bean y además cuenta entre su elenco con los actores Max Baldry,  Emma de Caunes y Willem Defoe. Se estrenó el 24 de marzo de 2007 (Reino Unido), siendo la secuela de la película "Bean: El nombre del desastre movie" que fue estrenada en 1997.

## Argumento
El Sr. Bean (Rowan Atkinson) conduce a una fiesta de la iglesia donde gana el primer premio de la rifa: unas vacaciones que incluyen un viaje en tren a Cannes, una cámara de video Handycam y 200 euros en efectivo para gastos.
Después de un malentendido que involucra con el taxi en la estación de tren Gare du Nord de París, Bean se ve obligado a abrirse paso a pie hacia la Gare de Lyon desde La Defense para abordar su próximo tren hacia Cannes. Sin embargo, una máquina expendedora de alimentos evita que aborde y pierde su tren. Mientras espera para el próximo, prueba la cocina francesa de mariscos en el restaurante Le Train Bleu, come un langostino por error y vierte las ostras que le desagradaron en el bolso de una mujer.
De vuelta en la plataforma, Bean le pide a un hombre, Emil Duchevsky (Karel Roden), un director de cine ruso, que use su videocámara para filmarlo abordando el tren, pero pasa tanto tiempo repitiendo la toma que el tren comienza a salir. Aunque Bean consigue subir al tren, las puertas se cierran antes de que Emil pueda subir. El hijo de Emil, Stepan (Max Baldry) se queda a bordo sin su padre.
Bean intenta sin éxito hacerse amigo del niño. En la siguiente estación, el tren se va sin él cuando desembarca para recuperar su videocámara de Stepan, que de alguna manera había conseguido su videocámara y había desembarcado antes. El tren que Emil abordó no se detiene en la estación y, en cambio, sostiene un cartel que muestra un número de teléfono móvil, pero los dos últimos dígitos están cubiertos por sus dedos. Los intentos de llamar al número resultan infructuosos. Bean y Stepan abordan el próximo tren, pero los expulsan cuando Bean dejó su billetera y su boleto en la cabina telefónica de la estación anterior.
Para conseguir dinero Bean hace un show callejero cantando "O mio babbino caro" de Puccini haciendo playback y logra comprar comida y los boletos de autobús a Cannes. Bean se las arregla para perder su boleto que se adhiere a la pata de un pollo, y después de un intento fallido de hacer autostop en el VeloSoleX de un anciano, se ve obligado a continuar el viaje a pie. Bean pronto se queda dormido, agotado por caminar y se despierta en lo que parece ser un pintoresco pueblo francés atacado por la Wehrmacht respaldado por un StuG III, pero en realidad es una película para un comercial de yogur. Bean termina como un extra en el comercial, dirigido por Carson Clay (Willem Dafoe). Cuando la batería de la cámara de Bean se termina, la recarga, pero accidentalmente termina destruyendo el set en una explosión.
Bean luego intenta hacer autostop nuevamente y es recogido por un Mini amarillo idéntico al suyo, conducido por la actriz Sabine (Emma de Caunes), quien le ofrece llevarlo a Cannes. Es una aspirante a actriz en camino al 59 ° Festival de Cine de Cannes, donde se presentará la película en la que hace su debut como extra. Cuando se detienen en una estación de servicio, Bean encuentra a Stepan bailando en un café con una banda. Sabine acepta llevarlo con ellos, suponiendo que Stepan es el hijo de Bean, mientras que Stepan cree que Sabine es la prometida de Bean. Bean usa el teléfono móvil de Sabine para tratar de llamar a Emil nuevamente (sin suerte) y, cuando Sabine se duerme al volante, Mr Bean termina conduciendo toda la noche.
A la mañana siguiente, llegan a Cannes. Cuando Sabine entra en una gasolinera para cambiarse para el estreno, ve la foto de Bean en la televisión; es sospechoso de secuestrar a Stepan mientras Sabine es cómplice de Bean. Sin embargo, dado que el estreno en Cannes está programado para comenzar en una hora, ella decide no ir a la policía y aclarar los malentendidos. Por lo tanto, para entrar en el estreno, Stepan y Bean se disfrazan como la hija y madre de Sabine, respectivamente, y logran evadir a la policía.
Después de escabullirse en el estreno, Sabine y Bean están decepcionados al ver que su escena ha sido cortada de la película. Bean conecta su cámara de video en el proyector, proyectando su diario-video. La extraña grabación que se muestra encaja bien en la narración del director Carson Clay, y el director, Sabine, y Bean reciben grandes ovaciones cuando Stepan finalmente se reúne con su padre.
Después de la proyección, Bean sale del edificio por la puerta de atrás, finalmente siguiendo el camino hacia la playa de Cannes. Sigue un montaje de Bean tocando al borde del agua, mientras Sabine es entrevistada, Carson Clay intenta imitar los métodos de filmación poco ortodoxos de Bean, y Stepan se relaja con su familia. La película termina con todo el reparto y la multitud de fondo imitando un final musical "La Mer", como se escuchó de una niña pequeña llamada Lily (Lily Atkinson) con su reproductor de MP3 durante la rifa de la iglesia en la que Bean ganó el viaje. 
Después de los créditos, Bean escribe "FIN" en la arena con su pie. Lo filma hasta que el mar borra las palabras y la batería de la cámara vuelve a agotarse.

## Elenco

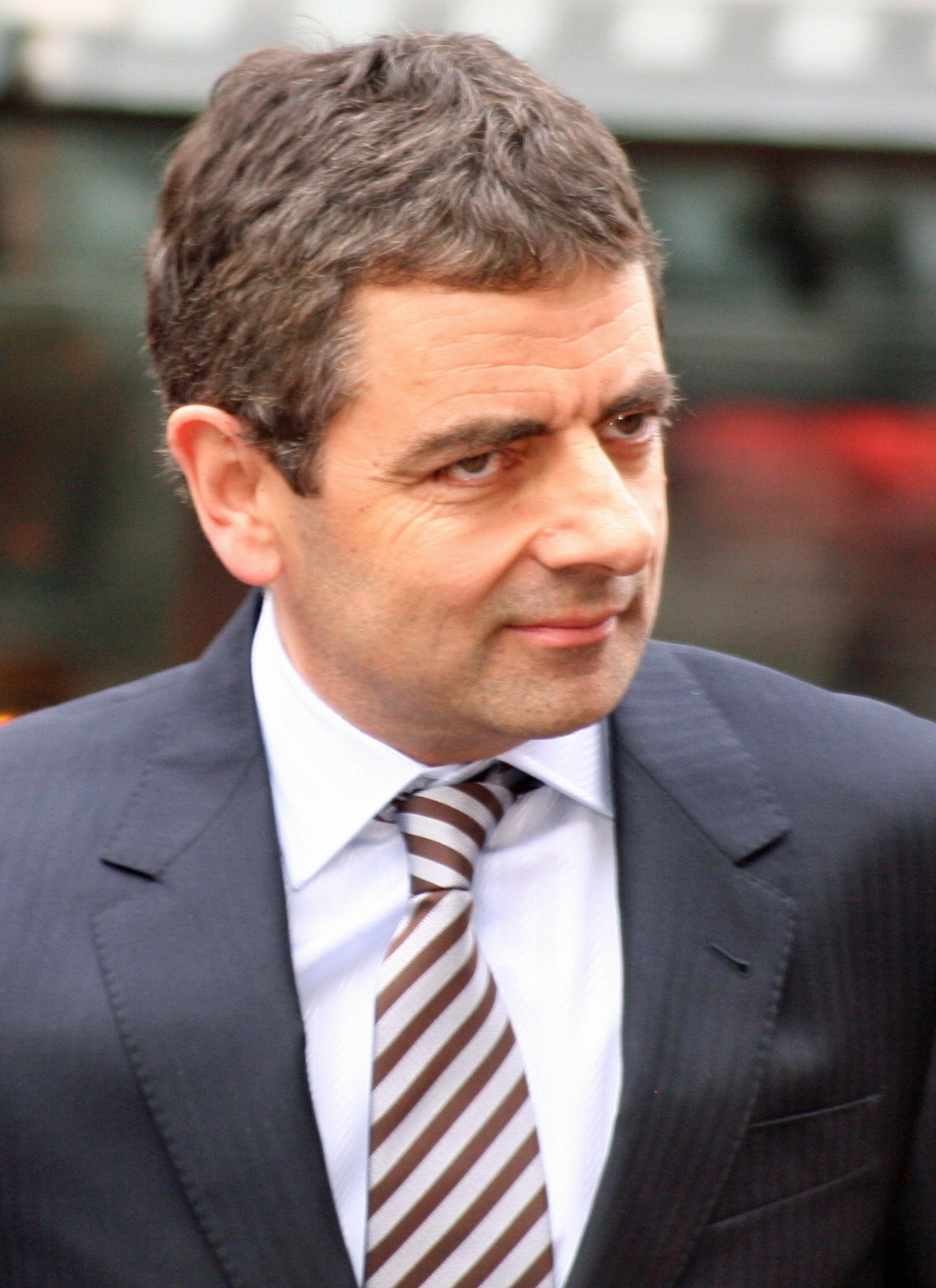
Rowan Atkinson en el estreno de la película en marzo del año 2007

- Rowan Atkinson interpretando a Mr. Bean.[3]
- Emma de Caunes interpretando a Sabine.[3]
- Max Baldry interpretando a Stepan Dachevsky.[3]
- Willem Dafoe interpretando a Carson Clay.[3]
- Jean Rochefort interpretando al metre del hotel.[3]
- Karel Roden interpretando a Emil Dachevsky.[3]
- Catherine Hosmalin interpretando a Inspector de billetes.[3]
- Urbain Cancelier interpretando al conductor de autobús.[3]
- Julie Ferrier interpretando al primer AD.[3]
- Steve Pemberton interpretando al pastor.[3]
- Lily Atkinson (la hija de Rowan Atkinson) como Lily en el estéreo.[3]

## Banda sonora
La banda sonora de la película fue compuesta por el compositor inglés Howard Goodall contando con una orquesta sinfónica empleando composiciones pegadizas que acompañan a la interpretación de los personajes o a escenas determinadas. La banda sonora oficial de la película es el tema "Crash", de Matt Willis.